# Мятлик урсульский
Мятлик урсульский (лат. Poa urssulensis)  — вид травянистых растений рода Мятлик (Poa) семейства Злаки (Poaceae). Используется как кормовое растение.

## Ботаническое описание
Многолетнее травянистое растение высотой 25 - 30 см, образующее густую дерновину. Стебли голые, гладкие либо покрытые бугорками. Листья плоские или вдоль сложенные, шириной 1 - 2 мм. Влагалища длиннее листовых пластинок Лигулы до 1,5 - 2,5 мм длиной. 
Соцветие  — удлиненно-пирамидальная метёлка длиной 6 - 10 см, с остро - шероховатыми веточками. Колоски длиной 3,5 - 5,6 мм; ось колосков голая. Нижние цветковые чешуи по килю и краевым жилкам опушенные. Пучок волосков на каллусе хорошо развит. Цветёт в июне - августе. Анемофил.
Число хромосом 2n= 28, 42.

## Экология и распространение
Обитает в лесах, зарослях кустарника, на лесных полянах, каменистых склонах и галечниках, обнажениях известняка. 
Встречается в Сибири, на Дальнем Востоке, Северном и Полярном Урале, в горах Средней Азии, Гималаях.

## Охранный статус
Занесён в Красную книгу Республики Коми. Встречается на территории ряда особо охраняемых природных территорий России.